# Хропов
Хропов (словац. Chropov) — село, громада округу Скаліца, Трнавський край. Кадастрова площа громади — 17.79 км².
Населення 384 особи (станом на 31 грудня 2020 року).

## Історія
Хропов згадується 1262 року.

## Населення
| Рік:            | 1994. | 2004.   | 2014.    | 2024.   |
| --------------- | ----- | ------- | -------- | ------- |
| Кількість осіб: | 354   | 357     | 393      | 369     |
| Різниця:        |       | +0,84 % | +10,08 % | -6,10 % |

| Рік:            | 2023. | 2024.   |
| --------------- | ----- | ------- |
| Кількість осіб: | 373   | 369     |
| Різниця:        |       | -1,07 % |